# Bert Trautmann
Vous lisez un « bon article » labellisé en 2013.
Pour les articles homonymes, voir Trautmann.
Bernhard Carl Trautmann, dit Bert Trautmann, né le 22 octobre 1923 à Brême et mort le 19 juillet 2013 à La Llosa (Espagne), était un footballeur allemand, qui évoluait au poste de gardien de but. Il a principalement joué pour le club de Manchester City de 1949 à 1964.
Né pendant l'entre-deux-guerres en Allemagne, Trautmann rejoint la Luftwaffe, l'armée de l'air allemande, comme Fallschirmjäger au début de la Seconde Guerre mondiale. Il combat sur le front de l'Est trois ans, gagnant cinq médailles dont une Croix de fer. Il est transféré plus tard sur le front de l'Ouest où il est capturé par les Britanniques alors que la guerre touche à sa fin, et transféré dans un camp de prisonniers de guerre situé à Ashton-in-Makerfield. À la fin de la guerre, Trautmann refuse une offre de rapatriement, et après sa libération en 1948, s'installe dans le Lancashire, combinant un travail agricole et le poste de gardien de but de l'équipe de football locale de Saint Helens.
Ses performances à Saint Helens lui confèrent une réputation de bon gardien de but et suscitent l'intérêt des clubs professionnels de la Football League. En octobre 1949, il rejoint le club de Manchester City qui évolue en First Division, le plus haut niveau du football dans le pays. La décision du club d'engager un ancien parachutiste de l'Axe suscite des manifestations mais au fil du temps, il se fait accepter par le biais de ses prestations dans l'équipe, jouant 245 des 250 matchs suivants.
Il est nommé footballeur de l'année par la Football Writers' Association en 1956, après avoir notamment réalisé une grande performance lors de la finale de la Coupe d'Angleterre, où malgré une blessure il continue à jouer et préserve le score de son équipe (3-1). Une radiographie révèle ensuite qu'un des os de son cou est cassé. Trautmann continue à jouer pour Manchester City jusqu'en 1964, comptant au total 545 apparitions sous le maillot des Blues.
Après la fin de sa carrière de joueur, il entraîne des équipes, d'abord en Angleterre et en Allemagne dans des divisions inférieures, puis, dans le cadre d'un partenariat de la Fédération allemande de football, dans plusieurs pays étrangers dont la Birmanie, la Tanzanie et le Pakistan. En 2004, il est nommé au titre honorifique d'Officier de l'Ordre de l'Empire britannique pour sa promotion de l'entente anglo-allemande à travers le sport.

## Biographie

### Jeunesse

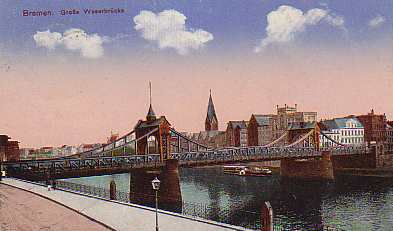
Brême, dans les années 1920, lieu de naissance de Trautmann.

Trautmann naît le 22 octobre 1923 à Walle, un quartier occupé par la classe moyenne dans la partie ouest de la ville de Brême. Il vit dans ce quartier avec son père qui travaille dans une usine de fertilisants situé à proximité des docks et de sa mère Frieda, une ménagère. Bert a un frère, Karl-Heinz, de trois ans son cadet, dont il est proche. Le climat de dépression économique du début des années 1930 oblige la famille à vendre sa maison pour occuper un appartement dans un immeuble d'habitation de classe ouvrière dans le quartier de Gröpelingen, où Bert Trautmann vit jusqu'en 1941. Le jeune Bert développe un goût pour le sport jouant à la fois au football, au handball en plein air et au völkerball, une version allemande de la balle aux prisonniers. Pour pratiquer ces sports, il rejoint la YMCA et le club de football Blau und Weiss. Il s'enthousiasme pour ses matchs avec son club de football alors que les activités de la YMCA retiennent moins son attention. En août 1933, il rejoint une organisation nouvellement créée, la Jungvolk, une organisation préfigurant les Jeunesses hitlériennes. L'année suivante, il remporte plusieurs compétitions sportives locales de jeunes et reçoit un certificat d'excellence athlétique signé par Paul von Hindenburg, président de l'Allemagne. À l'aube de la Seconde Guerre mondiale, Trautmann travaille comme apprenti mécanicien automobile.

### Seconde Guerre mondiale
En 1941, Trautmann s'engage dans la Luftwaffe, à l'origine comme opérateur radio. Pendant son entrainement militaire, il ne montre que peu de goût pour le travail de radio-opérateur et rejoint plus tard Spandau pour devenir parachutiste, affectation qui correspond mieux à son tempérament dynamique. Il est d'abord affecté en Pologne occupée, dans une station située loin derrière la ligne de front, où son régiment est laissé sans occupation, passant le temps entre blagues et activités sportives. Une blague impliquant une voiture et causant une brûlure au bras à un sergent-chef se retourne contre Trautmann, qui est envoyé devant la cour martiale et est condamné à une peine de trois mois de prison. Au début de sa peine d'emprisonnement, Trautmann s'écroule à la suite d'une appendicite aigüe, il effectue le reste de sa sentence dans un hôpital militaire. En octobre 1941, il rejoint la 35e division d'infanterie à Dnipropetrovsk en Ukraine, où l'avancée allemande est alors stoppée par les premiers signes de l'hiver. L'activité principale de l'unité, tout au long de l'hiver, est l'attaque éclair des routes d'approvisionnement de l'armée rouge. Au printemps Trautmann est promu caporal. L'unité de Trautmann participe aux gains territoriaux de l’Allemagne nazie en 1942, mais la contre-attaque soviétique l’éprouve particulièrement : quand elle est finalement retirée du Front de l'Est, seuls 300 des 1 000 hommes qui la composaient ont survécu. Trautmann gagne cinq médailles pour ses actes sur le front de l'Est, dont une Croix de fer de 1re classe.
Promu sergent, Trautmann intègre une unité composée des rescapés de plusieurs autres unités qui ont été décimées sur le front de l'Est. Son unité stationne en France afin de prévenir un probable débarquement en Normandie. En 1944, il fait partie des rares survivants du bombardement allié de la ville de Clèves, et se trouvant sans unité d'attache, il décide de rejoindre sa ville natale de Brême. Trautmann doit alors éviter les troupes des deux camps, car les soldats allemands ne disposant pas de papiers valides les autorisant à quitter leur unité sont abattus en tant que déserteurs. Quelques jours plus tard, il est finalement capturé dans une grange par deux soldats américains. Constatant que Trautmann n'a aucun renseignement exploitable à leur donner, les soldats le font sortir de la grange les mains en l'air. Craignant d'être exécuté, Trautmann s’enfuit. Après avoir mis assez de distance pour se soustraire à ses gardes, il saute par-dessus une barrière, et se reçoit au pied d'un soldat britannique, qui l'accueille avec ces mots « Hello Fritz, fancy a cup of tea ? ». Plus tôt au cours de la guerre il avait déjà été capturé par des soviétiques et plus tard par la Résistance intérieure française, et avait réussi à s'échapper les deux fois. Alors que la guerre tire à sa fin, Trautmann n'essaye pas de s’échapper une nouvelle fois. Il est tout d'abord emprisonné près d'Ostende en Belgique, puis transféré dans un camp de transit situé en Essex, où il est interrogé.
En tant que soldat volontaire il avait été sujet à l'endoctrinement dès sa jeunesse, et se trouve donc classé comme prisonnier de catégorie « C » par les autorités britanniques, ce qui signifie qu'il est considéré comme Nazi. De son régiment d'origine, seuls quatre-vingt-dix membres ont survécu à la guerre. Il est transféré dans un camp de prisonniers de guerre à Marbury Hall, près de Northwich dans le Cheshire pour y être interné avec d'autres détenus considérés comme classe « C ». Bientôt son classement en tant que prisonnier est abaissé, passant au statut « B », celui des prisonniers qui ne sont pas considérés comme des nazis. À la suite de cette nouvelle évaluation, il est emmené au camp de prisonniers 50 à Ashton-in-Makerfield, une petite ville du Lancashire située entre Saint Helens et Wigan, où il reste jusqu'en 1948. Des matchs de football sont régulièrement organisés dans l'enceinte du camp, pendant lesquels Trautmann joue comme joueur de champ. Lors d'un match contre l'équipe amateur de Haydock Park, Trautmann, qui joue comme milieu défensif, se blesse. Il demande alors à changer de poste avec le gardien de but, et ne quittera plus ce poste par la suite. Le joueur se fait appeler Bert, du fait que les Anglais avaient du mal à prononcer « Bernd », la forme abrégée de son prénom.

### Carrière de joueur

#### Début
Alors que la fermeture du camp de prisonniers de guerre est imminente, Trautmann refuse une offre de rapatriement et souhaite rester au Royaume-Uni. Il travaille dans une ferme, puis comme démineur à Liverpool. Il joue en tant qu'amateur pour le club de Saint Helens Town, engagé dans les compétitions locales du Lancashire. Il rencontre Margaret Friar, la fille du secrétaire général du club, qu'il épouse plus tard. Au cours de la saison 1948-1949, la réputation de Trautmann comme gardien de but s'accroît vite, allant de pair avec l'augmentation sensible du nombre de spectateurs suivant son équipe : un record de 9 000 spectateurs est atteint en finale de la Mahon Cup, une compétition locale.

#### Manchester City
Au début de la saison suivante, plusieurs clubs du championnat d'Angleterre se montrent intéressés par la venue de Trautmann. La première offre ferme de contrat lui est proposée par Manchester City, et le 5 octobre 1949, Trautmann rejoint le club en tant que joueur amateur, puis devient professionnel peu de temps après.
Le recrutement d'un ancien membre de la Luftwaffe fait scandale, notamment auprès des supporters du club. Certains abonnés menacent de boycott les matchs à domicile et plusieurs groupes au sein de Manchester et à travers le pays envoient massivement des lettres de protestations au club. En plus des problèmes liés à sa nationalité, Trautmann remplace Frank Swift parti récemment à la retraite, un des plus grands gardiens de l'histoire du club. Alors que dans le privé il exprime des doutes sur la signature de Trautmann, le capitaine du club, Eric Westwood, un vétéran de la bataille de Normandie, lui souhaite la bienvenue au sein du club en annonçant « There's no war in this dressing room ». Trautmann fait ses débuts en équipe première le 19 novembre contre Bolton Wanderers. Il réalise une prestation de qualité au cours de ce premier match joué à domicile, et les critiques à son égard diminuent au fur et mesure que les supporteurs découvrent son talent. Il continue cependant à être insulté lors des matchs joués à l'extérieur, ce qui affecte sa concentration lors de ses débuts ; en décembre 1949, il concède ainsi sept buts contre Derby County,.

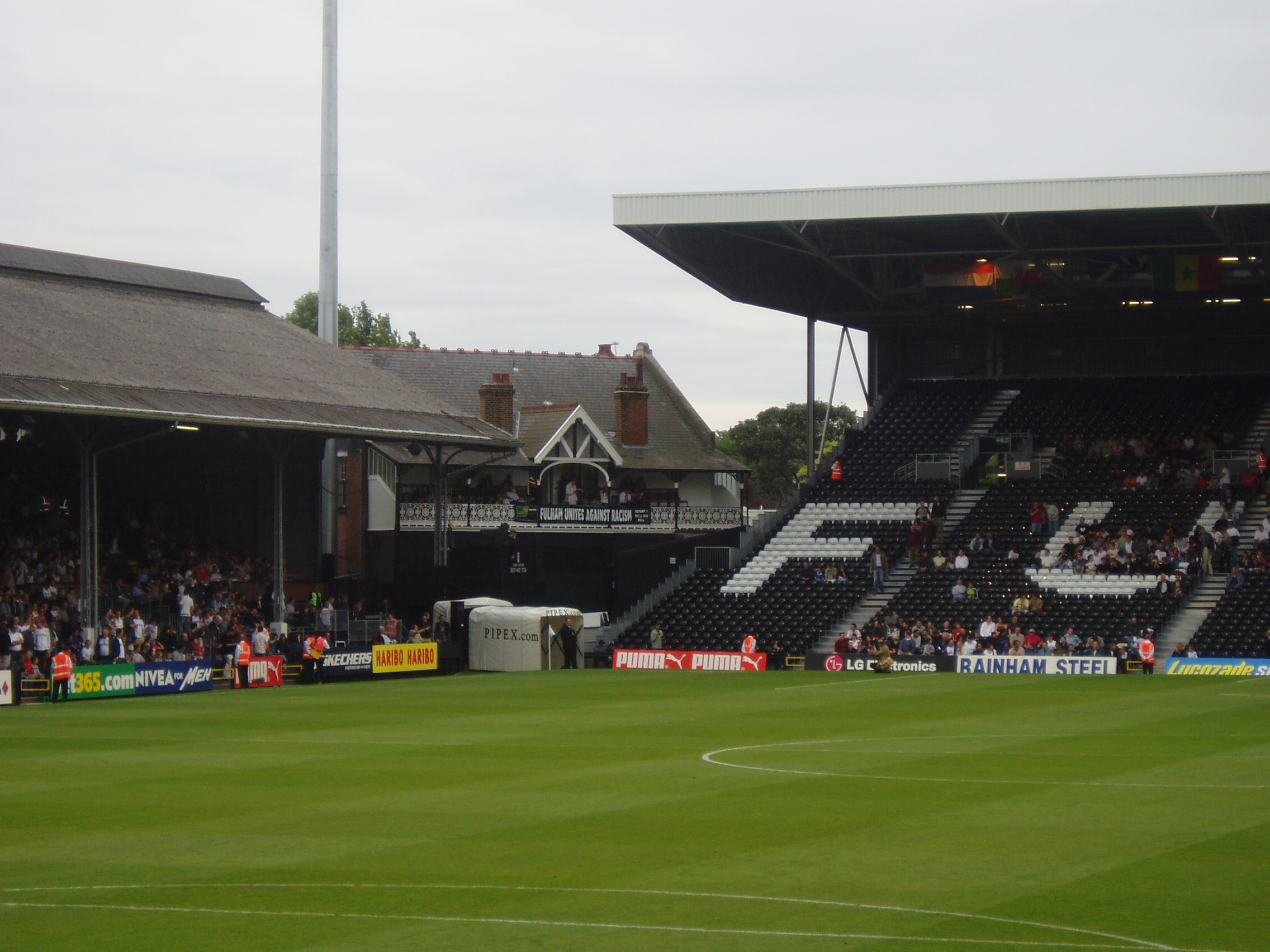
Le match joué par Trautmann à Craven Cottage en 1950 retient l'attention des médias.

Le match contre Fulham, en janvier 1950, constitue la première visite de Trautmann à Londres. Le match concentre l’intérêt des médias britanniques car la majorité d'entre eux sont basés à Londres ; plusieurs des principaux journalistes sportifs observent Trautmann pour la première fois. Le souvenir des grands dégâts causés par la Luftwaffe à la ville fait de Trautmann, l'ancien parachutiste, la cible de la détestation du public : on l'insulte ainsi tout au long du match, le traitant de « Kraut » ou de « Nazi ». L'équipe de Trautmann, mal au point en championnat, est promise à une lourde défaite par les observateurs. Toutefois, une série d'arrêts effectués par Trautmann permet à Manchester City de remporter la victoire (1–0). Après le coup de sifflet final, Trautmann reçoit une standing ovation et sort du terrain sous les applaudissements des deux équipes. Les résultats de Manchester City ne s'améliorent cependant pas, et l'équipe est finalement reléguée en seconde division.
Manchester City retrouve la première division dès la saison suivante, et lors des années qui suivent Trautmann s'impose comme l'un des meilleurs gardiens de but du championnat. Il ne manque que cinq des 250 rencontres de son équipe[Quoi ?]. En 1952, sa renommée s’est propagée jusqu’à son pays d'origine, ce qui conduit Schalke à offrir 1 000 £ à Manchester City pour obtenir ses services. L’offre est refusée sans ménagement, les dirigeants anglais répondant que Trautmann vaut vingt fois plus.
Au milieu des années 1950, le manager de Manchester City Les McDowall introduit un nouveau système tactique utilisant un attaquant de soutien, qui se popularise sous le nom de Revie Plan après que Don Revie occupe ce poste. Le système repose sur le maintien de la possession du ballon, ce qui, pour Trautmann, se traduit par une mise en exergue de ses qualités de relance à la main. À l’époque de Trautmann, il était courant pour les gardiens de but, après avoir récupéré la balle à la suite d’un arrêt, d’utiliser leurs pieds pour envoyer la balle aussi loin que possible en profondeur. Au contraire, Trautmann, imitant le gardien hongrois Gyula Grosics, amorce les attaques de son équipe en cherchant d’une relance à la main ses milieux de terrain, généralement Ken Barnes ou John McTavish. Ces derniers passent alors la balle à Revie qui prolonge le mouvement d’attaque. L’efficacité de ce système de jeu permet aux Mancuniens d'atteindre la finale de la Coupe d'Angleterre 1955, ce que Trautmann est le premier Allemand à réaliser. Manchester City y est opposé à Newcastle United, vainqueur de l’épreuve en 1951 et 1952. Les joueurs de Manchester, nerveux, doivent courir après le score à la suite du but de Jackie Milburn après seulement 45 secondes de jeu. Les problèmes des Mancuniens s’accentuent avec la perte de Jimmy Meadows sur blessure, laissant les coéquipiers de Trautmann à 10 après 18 minutes de jeu. Cette infériorité numérique limite la capacité de relance de Trautmann et permet à Newcastle de réaliser un pressing plus efficace. Manchester City égalise cependant au cours de la première période, mais connait des difficultés au cours de la seconde mi-temps, et à la 57e minute Trautmann est battu par Bobby Mitchell, qui marque le second but pour Newcastle. Le match se solde par une victoire aisée de Newcastle sur le score de 3–1, Trautmann et ses coéquipiers devant se contenter de la médaille de finaliste.

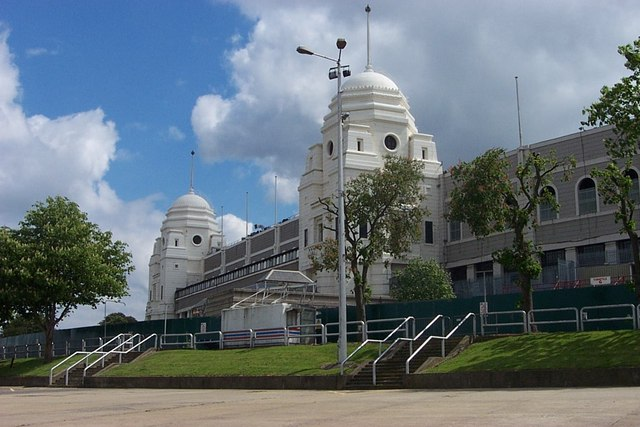
Wembley accueille les deux finales de la Coupe d'Angleterre jouées par Trautmann en 1955 et 1956.

À la suite de sa défaite en finale lors de l’année 1955, Manchester City enchaîne avec une autre saison réussie en 1955–1956, qu'il termine à la quatrième place en championnat. Dans le même temps, le club atteint une nouvelle fois la finale de la Coupe d’Angleterre, face à Birmingham City cette fois. Trautmann fait partie des joueurs les plus importants de l’équipe, et remporte même le titre de FWA Footballer of the Year peu de temps avant la finale de 1956. Il est alors le premier gardien de but à remporter cette distinction. Deux jours plus tard, Trautmann et Manchester se trouvent à Wembley pour le match qui contribue à sa renommée mondiale. Au cours de la précédente finale, la nervosité de Manchester a permis à son adversaire de marquer un but très tôt dans le match ; pour cette nouvelle finale l’équipe de City est bien plus en place, et marque elle-même un but en début de rencontre, d’une frappe du gauche de Joe Hayes. Birmingham égalise à la 14e minute de jeu. L’issue du match reste incertaine jusqu’à la mi-temps, avant qu'au cours de la seconde période Jack Dyson et Bobby Johnstone marquent deux buts conduisant Manchester City à mener sur le score de 3–1. Birmingham tente de renverser la situation en attaquant fortement pendant les dix minutes qui suivent. À la 75e minute de jeu, Trautmann se met en évidence en plongeant sur un tir cadré : il entre en collision avec Peter Murphy qui percute son cou avec un de ses genoux. Les règles de l’époque ne permettent pas l’entrée en jeu de remplaçants, obligeant un Trautmann étourdi et instable sur ses appuis à rester en place jusqu’à la fin du match. Au cours des quinze ultimes minutes du match, il défend ainsi ses cages, faisant une interception importante qui empêche un nouveau but de Murphy. Manchester City remporte finalement la finale, dont Trautmann devient le héros du fait de ses arrêts spectaculaires dans les dernières minutes du match. Sa nuque continue cependant à lui faire mal, et le Prince Philip mentionne son état lorsqu’il donne à Trautmann son trophée. Pendant le banquet suivant le match, organisé le soir même de la finale, Trautmann est incapable de bouger sa tête, et se couche en espérant que le repos mettra fin à ses douleurs. Comme la douleur persiste, le lendemain il se rend au St George's Hospital, où on lui dit qu’il a un torticolis qui partira de lui-même. Trois jours plus tard, il demande un second avis à un médecin de la Manchester Royal Infirmary. Une radio révèle alors qu’il a cinq vertèbres brisées dans son cou, la seconde étant brisée en deux,. La troisième vertèbre s’est coincée contre la seconde, empêchant des dégâts plus importants qui auraient pu entrainer la mort de Trautmann.
La convalescence de Trautmann dure plusieurs mois, ce qui le fait manquer une partie importante de la saison 1956-1957, Jack Savage assurant l’intérim pendant son absence. Au début du mois de décembre, Trautmann joue deux matchs avec l’équipe réserve mais manque encore de confiance. Il est rétabli à son poste en équipe première le 15 décembre pour un match disputé contre Wolverhampton Wanderers, mais concède trois buts. Jusqu’à la fin de la saison, il lutte pour retrouver sa forme physique et certains supporteurs et médias demandent à ce qu’il prenne sa retraite. D’autres critiquent le club, soulignant que Trautmann est aligné dans l’équipe alors qu’il n’est pas complètement remis de sa blessure.
La saison 1957–1958 est particulière pour l’équipe de Trautmann, qui devient la première équipe anglaise à inscrire et concéder à la fois plus de 100 buts au cours de la saison. Trautmann participe à 34 rencontres au cours de la saison : s’il ne joue pas lors de la sévère défaite 9–2 contre West Bromwich Albion, la défaite 8–4 concédée face à Leicester City constitue la rencontre où il encaisse le plus de buts de toute sa carrière. Au cours de la saison, il ne garde sa cage inviolée qu’à deux reprises.
Trautmann continue sa carrière au club jusqu’en 1964, participant au total à 545 matchs sur une période de quinze ans. Il conclut sa carrière professionnelle par un match de jubilé, auquel assistent 47 000 spectateurs même si les estimations actuelles se rapprochent de 60 000. Trautmann y est capitaine d’une équipe regroupant des joueurs de Manchester City et de Manchester United, parmi lesquels Bobby Charlton et Denis Law, opposée à une équipe de joueurs du championnat anglais comprenant Tom Finney, Stanley Matthews et Jimmy Armfield.

#### Fin de carrière
Après avoir quitté Manchester City, Trautmann signe à Wellington Town, qui le paye 50 £ par match. Malgré la diminution de ses capacités de gardien du fait de son âge (il a plus de 40 ans), ses débuts contre Hereford montrent que son nom continue à attirer les foules. Lors de son second match au club, contre Tonbridge Angels, son comportement violent durant le match le conduit à être expulsé. À la suite de cette expulsion, il ne rejoue plus.

#### Palmarès
Bert Trautmann est finaliste de la Coupe d'Angleterre en 1955 avec Manchester City et s'incline devant Newcastle United. Il devient le premier allemand à remporter la Coupe d'Angleterre en 1956 quand, un an après, son club s'impose en finale devant Birmingham City. La victoire en Coupe d'Angleterre permet la qualification de Manchester City au Charity Shield de 1956. Trautmann, qui participe à ce match, ne peut toutefois empêcher la victoire du club rival de Manchester United.

#### Statistiques
| Saison                | Club                  | Championnat           | Championnat | Championnat | Coupe nationale | Coupe nationale | Coupe de la Ligue | Coupe de la Ligue | Total | Total |
| Saison                | Club                  | Division              | M.          | B.          | M.              | B.              | M.                | B.                | M.    | B.    |
| 1949-1950             | Manchester City       | First Division        | 26          | 0           | -               | -               | -                 | -                 | 26    | 0     |
| 1950-1951             | Manchester City       | Second Division       | 42          | 0           | 1               | 0               | -                 | -                 | 43    | 0     |
| 1951-1952             | Manchester City       | First Division        | 41          | 0           | 2               | 0               | -                 | -                 | 43    | 0     |
| 1952-1953             | Manchester City       | First Division        | 42          | 0           | 3               | 0               | -                 | -                 | 45    | 0     |
| 1953-1954             | Manchester City       | First Division        | 42          | 0           | 2               | 0               | -                 | -                 | 44    | 0     |
| 1954-1955             | Manchester City       | First Division        | 40          | 0           | 6               | 0               | -                 | -                 | 46    | 0     |
| 1955-1956             | Manchester City       | First Division        | 40          | 0           | 7               | 0               | -                 | -                 | 47    | 0     |
| 1956-1957             | Manchester City       | First Division        | 21          | 0           | 2               | 0               | -                 | -                 | 23    | 0     |
| 1957-1958             | Manchester City       | First Division        | 34          | 0           | 1               | 0               | -                 | -                 | 35    | 0     |
| 1958-1959             | Manchester City       | First Division        | 41          | 0           | 2               | 0               | -                 | -                 | 43    | 0     |
| 1959-1960             | Manchester City       | First Division        | 41          | 0           | 1               | 0               | -                 | -                 | 42    | 0     |
| 1960-1961             | Manchester City       | First Division        | 40          | 0           | 4               | 0               | 2                 | 0                 | 46    | 0     |
| 1961-1962             | Manchester City       | First Division        | 40          | 0           | 2               | 0               | 1                 | 0                 | 43    | 0     |
| 1962-1963             | Manchester City       | First Division        | 15          | 0           | 0               | 0               | 1                 | 0                 | 16    | 0     |
| 1963-1964             | Manchester City       | Second Division       | 3           | 0           | 0               | 0               | 0                 | 0                 | 3     | 0     |
| Total sur la carrière | Total sur la carrière | Total sur la carrière | 508         | 0           | 33              | 0               | 4                 | 0                 | 545   | 0     |

#### Carrière internationale

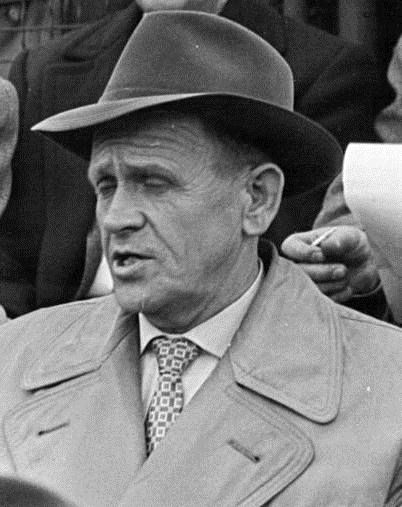
Du fait que Trautmann joue en Angleterre, Sepp Herberger se passe de ses services en équipe nationale.

Bien que reconnu comme un gardien de tout premier plan à son époque, il n'a jamais joué pour son pays natal. Trautmann rencontre le sélectionneur allemand Sepp Herberger en 1953, qui lui explique qu'il ne peut sélectionner un joueur qui n'est pas immédiatement disponible du fait des voyages et des implications politiques, et qu'il ne peut reconsidérer sa position que si Trautmann joue pour un club allemand. Par conséquent, le fait qu'il joue en Angleterre l'empêche de prendre part à la victoire allemande lors de la Coupe du monde de football 1954, le poste de gardien étant tenu par Anton Turek. Lors de la phase finale de cette compétition, il rejoint la sélection allemande pour occuper un rôle d'interprète.
La seule expérience internationale de Trautmann date de 1960 quand l'instance organisant le championnat d'Angleterre décide pour la première et unique fois de permettre à un joueur non anglais de jouer dans l'équipe qui représente le championnat. Il est capitaine de cette équipe à deux reprises, une fois lors d'un match contre l'équipe du championnat irlandais puis lors d'un match contre l'équipe du championnat italien.

### Carrière d'entraîneur
Après deux mois pendant lesquels il prépare sa reconversion à la suite de sa fin de carrière, Trautmann reçoit un appel de Victor Bernard, le président du club de Stockport County qui lui offre le poste d'entraîneur. Stockport est un club au budget modeste, qui se maintient avec difficulté au sein des divisions amateurs du football anglais ; l'embauche de Trautmann constitue un coup pour améliorer l'image du club. Comme de nombreuses personnes dans cette partie de l'Angleterre soutiennent un des deux principaux clubs de Manchester, Bernard et Trautmann décident de décaler les matchs du club au jeudi soir, soirée où aucun des clubs de Manchester ne joue. Cette décision permet d'attirer plus de spectateurs et d'augmenter le revenu du club, mais cela n'a pas d'effet sportif immédiat. Trautmann démissionne finalement en 1966 à la suite d’un désaccord avec Bernard.
Entre 1967 et 1968, il est entraîneur du club allemand du Preußen Münster, qu'il conduit à une 13e place en Regionalliga Ouest. Il occupe ensuite brièvement la même fonction pour l'Opel Rüsselsheim.
À partir de 1972, Trautmann est envoyé à travers le monde par la Fédération allemande de football, dans le cadre de conventions de partenariat avec des pays sans structures nationales concernant le football. Son premier poste se situe en Birmanie, où il passe deux ans comme sélectionneur national : il qualifie l'équipe pour les Jeux olympiques de 1972, et remporte la « Coupe des Présidents », un tournoi disputé par les pays d'Asie du Sud-Est. Par la suite, la fédération allemande l’envoie entraîner l'équipe de Tanzanie en 1975, il intervient également dans ce pays en réorganisant le championnat et en formant les entraineurs locaux. À la suite de cette première expérience africaine, il devient entraineur du Liberia entre 1978 et 1980, puis du Pakistan entre 1980 et 1983 et enfin, à partir de 1984, du Yémen, jusqu'en 1988, année où il se retire pour s'installer en Espagne.

### Style de jeu
Au cours de ses discours d'avant match, Matt Busby, le manager de Manchester United pendant les années 1950, ne mentionne qu'un seul gardien ; Trautmann dont il loue les capacités d'anticipation : « Ne pensez pas à là où vous voulez tirer avec Trautmann. Frappez d'abord et pensez ensuite. Si vous levez les yeux et frappez, il lira dans vos pensées et arrêtera votre tir ». De manière similaire, le milieu de terrain de Manchester City Neil Young qui rappelle que « la seule façon de le battre grâce à une frappe lors des entrainements était de manquer sa frappe ».
Ancien joueur de handball, Trautmann avait l'habitude des longues relances à la main, une faculté qui lui a permis de lancer efficacement les phases offensives de son équipe. Il développe encore cette caractéristique de son jeu après avoir vu Gyula Grosics user avec efficacité du même type de relance lors de la victoire de la Hongrie sur l'Angleterre à Wembley en 1953. Trautmann excelle dans l'arrêt des tirs, en particulier les penaltys dont il arrête 60 % de ceux qui sont tirés contre lui au cours de sa carrière.
Il commet occasionnellement des erreurs par manque de concentration, une tendance que son ami Stan Wilson appelle « la cueillette des marguerites ». Un manque de self-control lui cause aussi des problèmes disciplinaires et lui a valu d'être expulsé plusieurs fois en cours de jeu.

### Postérité
Au cours de sa carrière, Trautmann reçoit beaucoup d'éloges de la part de figures emblématiques du football. Le gardien russe Lev Yachine, considéré lui-même comme un des meilleurs gardiens de tous les temps, déclare un jour que Trautmann et lui-même sont les « deux seuls gardiens de but de classe mondiale ».
Le style de jeu iconoclaste de Trautmann a, au sommet de sa carrière, une influence notable sur de nombreux jeunes gardiens. L'ancien gardien d'Arsenal Bob Wilson raconte par exemple que Trautmann était comme son héros d'enfance, et Gordon Banks le cite comme une influence dans son style de jeu,.
Les médias ont depuis entretenu la réputation de Trautmann : le Daily Mail le place par exemple en 2009 à la 19e place du classement des meilleurs gardiens de but de tous les temps. ESPN considère Trautmann comme un des meilleurs gardiens de l'histoire de la Coupe d'Angleterre, Trautmann portant les couleurs de Manchester City au cours des deux finales consécutives de 1955 et 1956, tandis que son plongeon dans les pieds de Peter Murphy au cours de la finale de 1956 est considéré comme le meilleur arrêt de l'histoire de la coupe d'Angleterre.

#### Récompenses
Pendant sa carrière, Trautmann est élu « footballeur de l'année de la FWA » en 1956, devenant le premier gardien de but et le premier joueur non originaire des Îles Britanniques à recevoir cette distinction. En 1997, il a été décoré de la Croix fédérale du Mérite de la République fédérale de l'Allemagne.
Il est nommé membre honoraire de l'Ordre de l'Empire britannique (OBE) en 2004 pour sa promotion des relations anglo-allemandes. En 2005, il est introduit au sein du English Football Hall of Fame. En 2008, l'Académie allemande de la culture du football lui remet le Walther-Bensemann-Sonderpreis.

### Vie personnelle

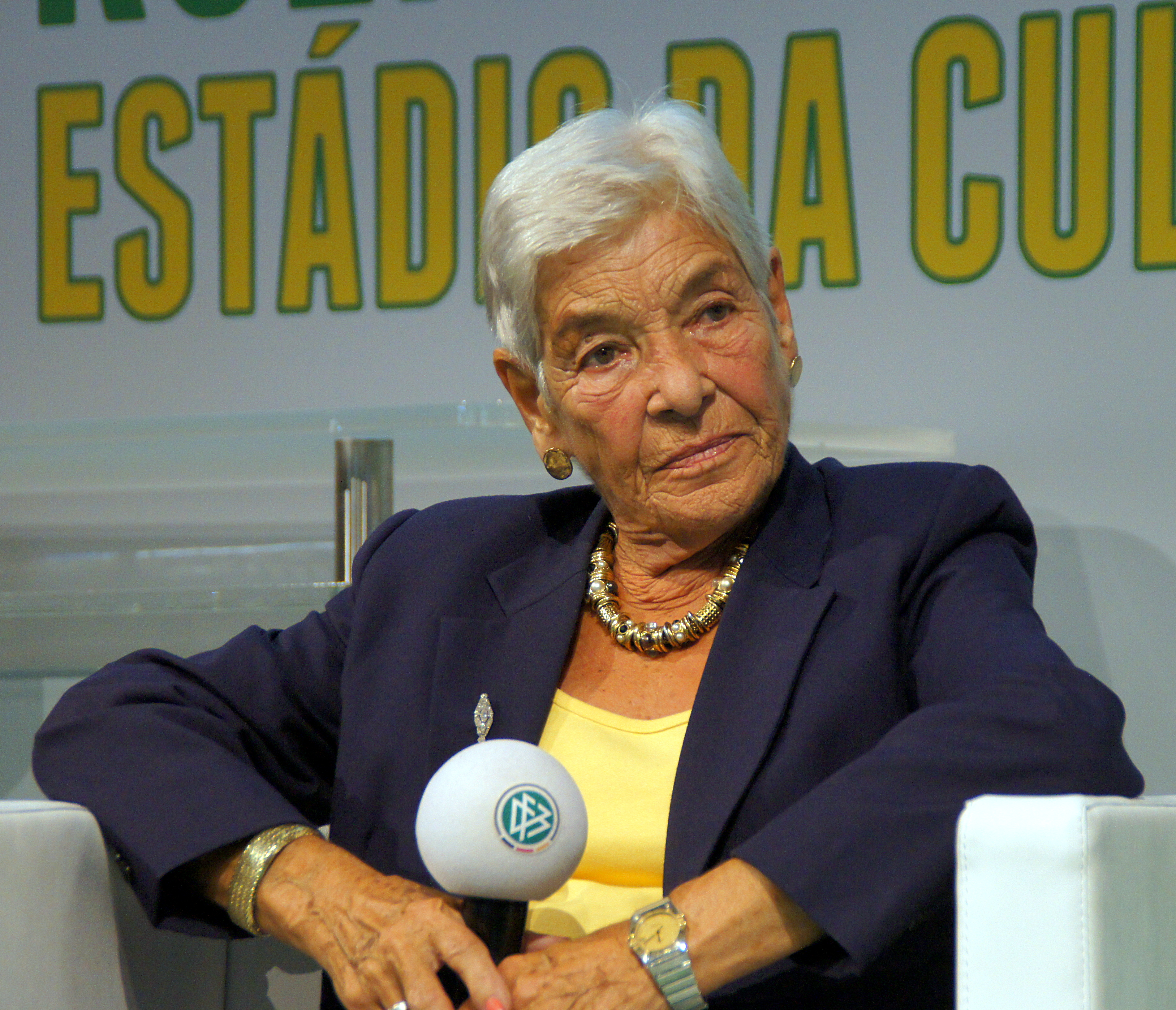
La dernière femme de Bert Trautmann, Marlis, en octobre 2013 à la Foire du livre de Francfort pendant la présentation de la traduction allemande de la biographie « Trautmann's Journey. From Hitler Youth to FA Cup Legend » de Catrine Clay.

En 1950, Trautmann se marie à une femme originaire de Manchester, Margaret Friar, mais ils divorcent dans les années 1972. Le couple a eu trois enfants, John, Mark et Stephen. John, le fils ainé, est tué à l'âge de cinq ans dans un accident de voiture, quelques mois après la finale de la coupe d'Angleterre 1956. Selon Trautmann, les difficultés qu'a éprouvées sa femme pour se remettre de cette mort conduisirent finalement à la dissolution de leur mariage,. Trautmann se marie ensuite avec une allemande, Ursula Van der Heyde, alors qu'il vit en Birmanie dans les années 1970, mais divorce de nouveau en 1982. À partir de 1990, Trautmann vit avec sa troisième femme, Marlis dans un bungalow sur la côte, près de Valence en Espagne.
Trautmann participe à la création de la Trautmann Foundation, qui vise à améliorer les relations anglo-germaniques à travers le football, et notamment l'exemple de Trautmann.
Trautmann continue par ailleurs à suivre les résultats du club de Manchester City et se rend parfois à Manchester pour voir un match, comme en avril 2010. Trautmann affirme pendant sa visite regarder tous les matchs de Manchester City : « Je suis tous les matchs de Manchester City à la télévision, C'est toujours mon club. [...] J'aime également l'Angleterre et j'encourage l'équipe même lorsqu'elle joue contre l'Allemagne ».
En 1999, il apparaît dans un épisode du programme de la BBC Timewatch intitulé « Les Allemands que nous gardons », qui relate l'expérience des prisonniers de guerre allemands ayant décidé de rester en Angleterre. Il meurt le 19 juillet 2013, à l'âge de 89 ans, à son domicile en Espagne,.